# Juan Tusquets
Juan Tusquets Terrats (Barcelona, 31 de marzo de 1901-Barcelona, 25 de octubre de 1998) fue un sacerdote, pedagogo y publicista español, conocido por su campaña contra las sectas y especialmente contra la masonería. Sus listas de masones realizadas durante la guerra civil española fueron utilizadas en la posterior represión franquista. Fue académico de la Real Academia de Buenas Letras de Barcelona.

## Biografía

### Nacimiento y primeros años
Nacido en Barcelona el 31 de marzo de 1901, durante su juventud defendió posturas nacionalistas catalanas, ideología que posteriormente repudiaría evolucionando hacia el antiseparatismo. En su vejez afirmaría que nunca había dejado de ser catalanista, incluso cuando estuvo en Burgos durante la guerra civil y fue un estrecho colaborador de Franco.

### Formación
Tusquets obtuvo el doctorado en Sagrada Teología en la Universidad Pontificia de Tarragona, la licenciatura en Filosofía en la Universidad de Lovaina (Bélgica) -título que revalidó civilmente en España en la Universidad de Valladolid en 1938- y el doctorado en Pedagogía en la Universidad Complutense de Madrid (1952).

### Vida sacerdotal y docente
En 1926 fue nombrado catedrático de Pedagogía de la Religión en el Seminario Conciliar de Barcelona. De 1928 a 1936 fue director de las escuelas parroquiales de San José del barrio de Gracia de Barcelona.
Al estallar la Guerra Civil en julio de 1936 (participó, en un plano secundario, en la preparación del golpe de Estado), estuvo escondido de los anarquistas en diversos pisos, con el sostén logístico suministrado por un escamot de Estat Catalá. El 31 de julio, con pasaporte portugués, logró embarcar con destino a Génova y, desde allí, a Roma. Con permiso del Vaticano, regresó a la España sublevada atravesando Francia, instalándose finalmente en Burgos, donde estuvo encargado en el Servicio de Prensa Nacional. Compaginó dicha labor con su actividad «antisectaria» y la participación en Pelayos, una publicación tradicionalista orientada a un público infantil. Su obra fue empleada por parte de la represión franquista ya desde el propio conflicto. También se dedicó a dar conferencias de contenido antimasónico en la zona sublevada, enfatizando la influencia de las organizaciones secretas en la «España roja», y abogando por «la eliminación y exterminio de todos los masones».
Fue un pedagogo de orientación católica, neoescolástica y comparativista. Ya en su madurez intelectual fue nombrado catedrático de Pedagogía General y Social de la Facultad de Filosofía y Letras de la Universidad de Barcelona. Sus tres obras pedagógicas fundamentales son Ramón Llull, pedagogo de la cristiandad, Teoría y práctica de la pedagogía comparada y Pedagogía de la problematicidad. Traductor e introductor en España de la Pedagogía Sistemática de Josef Göttler. Creó el Instituto de Pedagogía Comparada, adscrito al Consejo Superior de Investigaciones Científicas, y la revista Perspectivas Pedagógicas, de la que fue director. Fue nombrado prelado doméstico de su santidad y tenía el tratamiento de monseñor.
Durante su vejez se declaró monárquico liberal como había sido el cardenal Vidal y Barraquer y negó haber participado en la ulterior represión contra los republicanos, desligándose también de sus antiguos colaboradores.
Falleció el 25 de octubre de 1998 en Barcelona.

## Posiciones

### Antimasonería y antisemitismo
Feroz antisemita, su obra contribuyó a la popularización en España de Los protocolos de los sabios de Sión. Elaboró listas de judíos y masones junto con su secretario y también sacerdote Joaquín Guiu. Ambos llegaron a incendiar una logia y, aprovechando la confusión, robar una serie de documentos que le sirvieron para elaborar distintos artículos antimasónicos para el diario carlista El Correo Catalán. Durante estos años treinta, sus escritos atacaban a la Segunda República (afirmaba que era una dictadura en manos de «la masonería judaica») y llegó a acusar al católico Niceto Alcalá-Zamora (jefe del Estado) de ser judío y masón. Estos opúsculos le otorgaron gran influencia sobre la derecha en España; de hecho, el propio general Franco era un admirador de sus «diatribas». Tal era su popularidad que, a finales de 1933, visitó el campo de concentración nazi de Dachau invitado por la Asociación Antimasónica Internacional; Tusquets explicó que «lo hicieron para enseñarnos lo que teníamos que hacer en España».

### Antinazismo
Tusquets también dijo que desde que visitó el campo de concentración de Dachau cambió completamente de opinión en cuanto al régimen nazi y fue el primer periodista que denunció lo que sucedía allí, con un dibujo y todo de la estructura del campo. En los años de la Segunda Guerra Mundial realizó además en El Correo Catalán una campaña antinazi para apartar a la juventud de la atracción racista, hablando de dos tipos de masonería, la de la cruz gamada y la del triángulo.

## Distinciones y reconocimientos
- Académico de la Real Academia de Buenas Letras de Barcelona.

- Prelado doméstico de Su Santidad con título de Monseñor.

## Obras
- Orígenes de la revolución española, Editorial Vilamala, Barcelona, 1932
- José Ortega y Gasset, propulsor del sectarismo intelectual, Barcelona, 1932
- Masonería y separatismo (conferencia pronunciada el 28 de febrero de 1937 en el Teatro Principal de San Sebastián, texto revisado y completado). Ediciones Antisectarias, Burgos, 1937.
- Masones y Pacifistas (prólogo de Ramón Serrano Suñer), Burgos, 1939.
- La doctrina de Jesucristo (texto de cultura religiosa elemental para la enseñanza media). Editorial Lumen, Barcelona, 1939.
- Los sin Dios en Rusia
- Ediciones antisectarias, vol. VI
- Manual de Catecismo
- Explicación paralela del Catecismo y la Historia Sagrada
- Pedagogía de la Religión
- Ramon Lull, pedagogo de la Cristiandad, Consejo Superior de Investigaciones Científicas, Instituto San José de Calasanz, 1954
- Teoría y práctica de la Pedagogía Comparada. Edit. Magistrio Español, Madrid, 1969.
- Pedagogía de la Problematicidad, Edit. Magisterio Español, Madrid, 1972.
- Apports hispaniques à la philosophie chrétienne de l'Occident, con Joaquín Carreras Artau.